# Lovelace (filme)
Lovelace (bra/prt: Lovelace) é um filme estadunidense de 2013, do gênero drama biográfico, dirigido por Rob Epstein e Jeffrey Friedman, com roteiro de Andy Bellin inspirado na vida da atriz Linda Lovelace, estrela internacional do cinema pornográfico na década de 1970.)
Amanda Seyfried estrela como Linda, e Peter Sarsgaard interpreta seu marido Chuck Traynor. Sharon Stone, Adam Brody, James Franco, Chloë Sevigny, e Juno Temple também participam.
A produção de Deep Throat que transformou Linda Lovelace numa celebridade internacional é mostrada com destaque. Mas o roteiro traz uma narrativa não linear e divide o foco principal em duas partes: na primeira, mostrando a ascensão de Linda, vinda de uma criação difícil com mãe repressora e pai distante até o sucesso alcançado no meio pornográfico com o apoio do marido Chuck Traynor, incluindo a reação dela com a súbita fama, fixando a imagem para o público de uma mulher sexualmente liberada e satisfeita com a repercussão de seu trabalho; na segunda parte, porém, alguns fatos mostrados são recontados, destacando-se agora a série de intimidações, abusos e violências que a atriz teria sofrido nas mãos do marido.
A estreia foi no Festival Sundance de Cinema em 22 de janeiro de 2013, e o filme teve lançamento limitado nos Estados Unidos em setembro. Com poucas exibições, faturou apenas US$ 1,5 milhão mundialmente com um orçamento de 10 milhões de dólares. Lovelace teve críticas divisivas, embora as resenhas tenham elogiado as interpretações de Seyfried e Sarsgaad.

## Sinopse
Em 1970, Linda  Boreman vive em Davie (Flórida) e é levada a um rinque de patinação pela sua melhor amiga, a desinibida Patsy, quando resolvem dançar acompanhando uma banda que se apresentava no local. Ela chama a atenção do empreendedor Chuck Traynor e os dois se tornam amantes. Chuck Traynor investe em vários negócios que incluem filmes pornográficos, bares masculinos e exploração de prostituição de mulheres. Tendo sido preso devido a essas atividades, Chuck fica desesperado para conseguir dinheiro e começa a incluir Linda em seus empreendimentos. Numa apresentação a B & A Films, Traynor exibe aos produtores Nat Laurendi e Anthony Romano um filme caseiro em que Linda pratica felação com ele. Imediatamente os produtores resolvem filmar Deep Throat, com Linda como estrela usando o nome artístico de Linda Lovelace.
A produção é um sucesso e Traynor tenta a todo custo ganhar o máximo de dinheiro com a súbita fama de Linda, inclusive lançando produtos com a marca "Lovelace". A atriz fica famosa mas o dinheiro fica todo com o marido e os produtores. Nesse ponto, o filme reconta os fatos, exibindo aqueles que foram omitidos ou tiveram a continuidade interrompida durante a primeira narrativa. Linda é mostrada sofrendo constantemente nas mãos do marido, que a machucou logo após o casamento, forçou-a a se prostituir e a espancava com frequência.

## Elenco
- Amanda Seyfried...Linda Lovelace
- Peter Sarsgaard...Chuck Traynor
- Sharon Stone...Dorothy Boreman, mãe de Linda
- Robert Patrick...John Boreman, pai de Linda
- Juno Temple...Patsy, melhor amiga de Linda
- Adam Brody...Harry Reems, coprotagonista de Deep Throat
- Wes Bentley...Thomas, o fotógrafo
- Eric Roberts...Nat Laurendi
- James Franco...Hugh Hefner
- Chris Noth...Anthony Romano
- Bobby Cannavale...Butchie Peraino
- Hank Azaria...Gerard Damiano, diretor de Deep Throat
- Debi Mazar...Dolly Sharp, coestrela em Deep Throat
- Cory Hardrict...Frankie Crocker
- David Gueriera...Larry Marchiano, segundo marido de Linda
- Tyler Nusenow...Dominic Marchiano, filho de Linda
- Chloë Sevigny...Rebecca, jornalista feminista
- Don McManus...Arty Shapiro
- Ronald Pritchard...Sammy Davis, Jr.

## Produção

### Elenco
Em janeiro de 2011, o papel de Linda foi oferecido a Kate Hudson (que estava grávida) e James Franco foi entrevistado para o papel do marido dela, Chuck Traynor. A produção planejou as filmagens para após o nascimento do filho de Hudson, em abril de 2011.  Contudo, em 1 de novembro de 2011, houve a notícia de que Amanda Seyfried e Peter Sarsgaard iniciaram as discussões para as interpretações de Lovelace e Traynor. Sharon Stone foi anunciada em 16 de novembro de 2011, no papel de mãe de Lovelace. Em dezembro de 2011, Juno Temple e Wes Bentley entraram para o elenco como a melhor amiga de Lovelace e o segundo marido, Larry Marchiano.
Em dezembro de 2011, Franco recebeu o papel de Hugh Hefner. Robert Patrick, Hank Azaria, Chris Noth e Bobby Cannavale iriam interpretar respectivamente John Boreman (pai de Lovelace), Jerry Damiano, Anthony Romano e Butchie Peraino Em 2 de janeiro de 2012, Adam Brody e Eric Roberts entraram para o elenco como Harry Reems e Nat Laurendi, enquanto Demi Moore concordou com uma aparição como Gloria Steinem. Poucas semanas depois desistiu por razões pessoais e foi substituída por Sarah Jessica Parker. Mas a participação de Parker acabou por ser cortada. Cory Hardrict e Debi Mazar interpretaram Frankie Crocker e Dolly Sharp. Chloë Sevigny ficou com o papel de uma jornalista feminista.
Para se preparar para o papel, Seyfried leu os livros de Lovelace e estudou vídeos. Ela também assistiu a Deep Throat Brody assistiu a entrevistas de Reems. Ele conta que a prisão de Reems por conspiração para a contrabando de obcenidades não é mostrada no filme. Descreve como fraternal a relação de Reems com Lovelace em Deep Throat, explicando que ele era a antítese do marido Traynor.

### Filmagens
"Nós fazíamos uma cena em que eu simulava sexo oral em Peter Sarsgaard. Eu chupava um picolé e o cobria com meus braços. Era a cena que mostrávamos para o cara de Deep Throat, para ela conseguir o papel naquele filme. Eu estava rindo histericamente. Não conseguia parar de rir "

—Seyfried filmando uma cena de sexo (tradução aproximada) 
The Hollywood Reporter noticiou em 13 de janeiro de 2012 que as filmagens haviam começado em Los Angeles. Poucos dias depois, fotografias de Amanda Seyfried como Linda Lovelace foram publicadas. Cenas forma filmadas em Glendale (Califórnia). As filmagens encerraram em fevereiro de 2012.
A cooperação entre Seyfried e Sarsgaard foi tão boa durante as filmagens que ela afirmou que ele "fora o melhor ator com quem trabalhara".

### Pós-produção
A cena de Sarah Jessica Parker não foi aproveitada na versão final. A cronologia mostrada era para terminar em 1984 e foi alterada para 1980 na edição.

## Recepção
Lovelace foi recebido com críticas mistas. Segundo o Rotten Tomatoes, 53% dos críticos deram uma crítica positiva ao filme, com base em 129 críticas com uma classificação média de 5,68/10. O consenso crítico do site afirma: "Amanda Seyfried e Peter Sarsgaard fazem o melhor possível com o material, mas Lovelace não tem profundidade e convicção suficientes para realmente fazer justiça ao seu assunto fascinante". O filme também possui uma pontuação no Metacritic de 51 em 100, com base em 37 críticas, indicando "críticas mistas ou médias". Todd McCarthy, do The Hollywood Reporter, escreveu que o filme foi "feito de maneira inteligente". Richard Roeper deu ao filme um B+. Por outro lado, Rob Nelson da Variety reclamou que a verdadeira história por trás do filme tinha sido simplificada para uma 'série de vinhetas de desenho animado'. Amanda Mae Meyncke endossou o retrato de Seyfried como "excelente", mas considerou o filme como um todo "medíocre".
Também foram levantadas dúvidas quanto à precisão histórica da narrativa do filme. Em particular, Gerard Damiano Jr., filho do diretor de Deep Throat, e Eric Danville, biógrafo de Linda Lovelace, conversaram com o The Rialto Report sobre como o filme confundia o abuso conjugal com o tratamento dos atores da indústria cinematográfica adulta.

## Música
A trilha sonora de Lovelace foi lançada em 9 de setembro de 2013.
| N.º            | Título                              | Artist                               | Duração |  |
| 1.             | "I've Got to Use My Imagination"    | Gladys Knight & the Pips             | 3:30    |  |
| 2.             | "Gimme Little Sign"                 | Brenton Wood                         | 2:20    |  |
| 3.             | "Fooled Around and Fell in Love"    | Elvin Bishop                         | 4:36    |  |
| 4.             | "Funky Funky Way of Makin' Love"    | John Ellison & The Soul Brothers Six | 3:25    |  |
| 5.             | "If You Ain't Gettin' Your Thing"   | L.J. Waiters & the Electrifiers      | 3:21    |  |
| 6.             | "Shotgun Shuffle"                   | KC & the Sunshine Band               | 2:45    |  |
| 7.             | "Oh How I Love It"                  | People's Choice                      | 3:05    |  |
| 8.             | "Keep On Truckin'"                  | Eddie Kendricks                      | 8:00    |  |
| 9.             | "Let It Ride"                       | Bachman–Turner Overdrive             | 3:30    |  |
| 10.            | "Rock Your Baby"                    | George McCrae                        | 6:25    |  |
| 11.            | "'Tain't Nobody's Business if I Do" | Sofia Karstens                       | 3:42    |  |
| 12.            | "You Made Me Beautiful"             | Stephen Trask                        | 2:09    |  |
| 13.            | "Spirit in the Sky"                 | Norman Greenbaum                     | 4:01    |  |
| Duração total: | Duração total:                      | Duração total:                       | 50:49   |  |